# Ponte Arapsu
Il ponte Arapsu è un ponte romano ad Adalia, in Turchia . Il ponte pedonale ben conservato si trova nel distretto di Arapsuyu, 5–6 km a ovest del centro, ai piedi di un antico cumulo associato alla colonia greca di Olbia .
Parzialmente sommerso da una moderna diga di circa 100 m a valle, la forma esatta del suo arco in muratura è difficile da determinare. Secondo George Bean, l'arco leggermente a sesto acuto indica una data di costruzione post-antica. Colin O'Connor, tuttavia, classifica il ponte come un ponte ad arco segmentato romano, esempi del quale sono sopravvissuti nella vicina provincia della Licia (come il ponte Limyra ).